# Anarsia lineatella
Anarsia lineatella, el taladro del almendro, es una polilla de la familia Gelechiidae. Es originario de Europa, pero fue introducido en California en la década de 1880. 
Las larvas se alimentan de varias especies de Prunus, incluidas Prunus avium, Prunus spinosa, Prunus domestica y Prunus insititia, en las que perforan galerías en los brotes del año. 

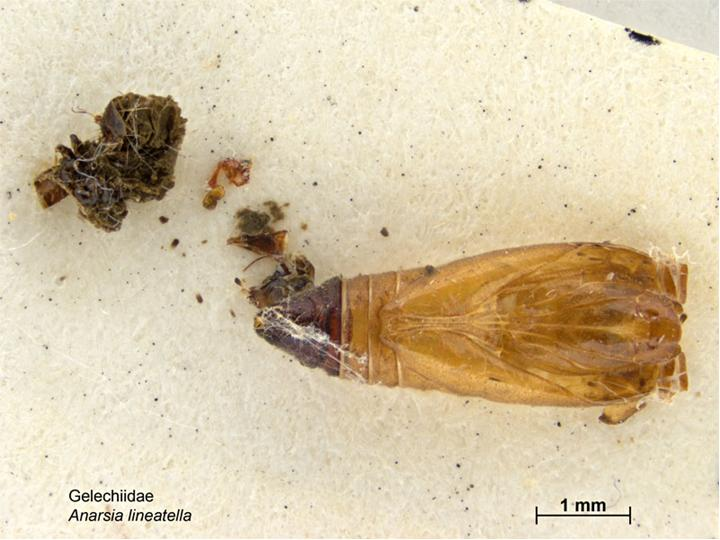
Capullo

## Características
El insecto adulto —imago— es una pequeña palomilla de 11 a 15 mm. con las alas anteriores estrechas y redondeadas, de color grisáceo con manchas claras y oscuras. Las orugas miden unos 15 mm de longitud, con la cabeza negra y el cuerpo anillado de colores blanco y pardo.

## Ciclo vital
Los ataques son iniciados por las orugas del otoño anterior, que han hibernado protegidas en una cámara en la corteza de las ramas o en el interior de las yemas de flor y de madera. Al iniciarse la brotación, comienzan a alimentarse de las flores, de los brotes nuevos y de los pequeños frutos hasta completar su desarrollo.
A finales de primavera aparecen los primeros adultos. Tras aparearse, las hembras realizan la puesta, —de 50 a 150 huevos—, sobre las hojas o los frutos en formación, dando lugar a la primera generación, que se alimenta de los brotes, siendo ésta la que mayores daños provoca. En junio y agosto hay dos generaciones más que atacan a brotes y frutos.
Las larvas de la última generación, que no completan el desarrollo, son las que hibernarán e iniciarán el ciclo en la siguiente primavera.

## Daños a los cultivos
Las larvas invernales y las de segunda generación pueden atacar tanto al brote como al fruto. En los brotes producen galerías al penetrar en ellos, provocando la aparición de gomosis, marchitez e incluso desecación del mismo. Los daños en brotes solo son importantes en plantaciones jóvenes. Los ataques a frutos son más perjudiciales, ya que penetran en el fruto por el pedúnculo devorando la semilla, lo que provoca la caída.
Las larvas de la primera generación, en algunos casos, también pueden penetrar en el fruto.
Es una plaga importante en los cultivos de almendro en intensivo y superintensivo, especialmente en laz comarcas más templadas.